# Saitama Super Arena
El Saitama Super Arena (さたま superarena Saitama Sūpā Arīna) és un pavelló esportiu multi-propòsit situat a Chuo-ko, Saitama, Prefectura de Saitama, Japó. Té una capacitat per a 37.000 persones i compta amb una secció mòbil que pot ser remoguda per a esdeveniments més petits.
El 31 de desembre del 2018, s'hi va realitzar un combat d'exhibició entre el boxejador Floyd Mayweather i el lluitador de kick boxing Tenshin Nasukawa.
S'hi va celebrar el Campionat Mundial de Patinatge Artístic sobre Gel de 2019 entre el 20 i el 24 de març del 2019.